# Dipartimento di Haute-Sanaga
Il dipartimento di Haute-Sanaga è un dipartimento del Camerun nella regione del Centro.

## Comuni
Il dipartimento è suddiviso in 7 comuni:
- Bibey
- Lembe-Yezoum
- Mbandjock
- Minta
- Nanga-Eboko
- Nkoteng
- Nsem